# Jean-David Legrand
Jean-David Legrand né le 23 février 1991 à Saint-Denis (Seine-Saint-Denis) est un footballeur français international guyanais. Il évolue au poste de défenseur central ou latéral gauche avec l' US Lège Cap-ferret  en National 3 et avec la sélection de la Guyane.

## Biographie
Formé au centre de formation du Toulouse FC, Legrand se fait une place avec l'équipe réserve en CFA2.
Ne parvenant pas à obtenir un contrat pro, il poursuit sa carrière en CFA2 avec le Trélissac FC dès 2011.

## Palmarès
- Vainqueur du Groupe G de CFA2 en 2012 avec Trélissac FC.
- Vainqueur du Groupe H de CFA2 en 2015 avec Bergerac Périgord FC.
- Vainqueur du Groupe H de CFA2 en 2017 avec Stade Bordelais.